# Cala Galdana
Cala Galdana (estesamente: Cala Santa Galdana) è una località turistica spagnola, già in nota in passato e descritta come il miglior porto ed il più grande sulla costa sud di Minorca. Cala Galdana appartiene alla municipalità di Ferreries da cui dista circa 7 km.

## Etimologia
Il toponimo Galdana deriva dal suo antico nome in arabo, Guad-al-Ana ovvero Fiume di Ana.

## Storia
Prima della conquista islamica della penisola iberica, questa cala era inclusa nei possedimenti di Santa Ana. Dopo la reconquista attribuirono al luogo un significato religioso, ma si limitarono a inserire il Santa davanti al nome arabo, trasformandolo quindi in Santa Galdana.

## Geografia
Riparata dai venti ad eccezione di quelli provenienti dal sud-ovest al sud e contornata da una pineta, Cala Galdana si estende a ferro di cavallo per circa mezzo chilometro. Sull'estremità orientale della spiaggia, il massiccio Penyal Vermell alto 665 metri ne caratterizza il belvedere. A dieci chilometri da Cala Galdana serpeggia il canyon minorchino: El Barranco de Algendar. In prossimità del villaggio turistico, si distribuiscono le seguenti baie: Cala Macarella, Cala Turqueta, Cala Mitjana e Cala Trebalúger.

## Sport
Nel 1974 ha ospitato la XXI edizione della coppa Clare Benedict e nel 1996 ha ospitato i tornei maschili e femminili Under-18 del Campionato del mondo giovanile di scacchi.